# Ripon (Royaume-Uni)
Pour les articles homonymes, voir Ripon et Rippon.
Ripon (prononcé 'Rɪp-onn) est une ville d'Angleterre, dans le Yorkshire du Nord, qui possède le statut de Cité (historiquement associé à la présence d'une cathédrale). Au moment du recensement de 2001, sa population était de 15 922 habitants. Sa proximité avec les sites du patrimoine mondial de l'abbaye de Fountains et du parc de Studley Royal en font une destination touristique prisée.

## Histoire
Ripon a été fondée au VIIe siècle, lorsque le futur évêque d'York Wilfrid y édifia une église dédiée à saint Pierre, sur des terres qui lui avaient été accordées par le roi Alhfrith de Deira ; l'endroit avait alors pour nom Inhrypum. En 1640, un armistice y fut signé entre Charles Ier et les Écossais révoltés.

## Coutume
Chaque soir à 21 heures, de la place du marché de la ville s'élève le son du cor « pour régler les montres ». Cette coutume commémore la responsabilité qui incombait au veilleur durant le Moyen Âge de protéger les citoyens pendant la nuit.

## Accès
Ripon dispose d'une gare routière offrant un service d'autobus vers York, Harrogate, Northallerton et autres villes proches. Depuis 1969, la ville ne dispose plus de gare ferroviaire.

## Lieux d'intérêt
- Cathédrale de Ripon

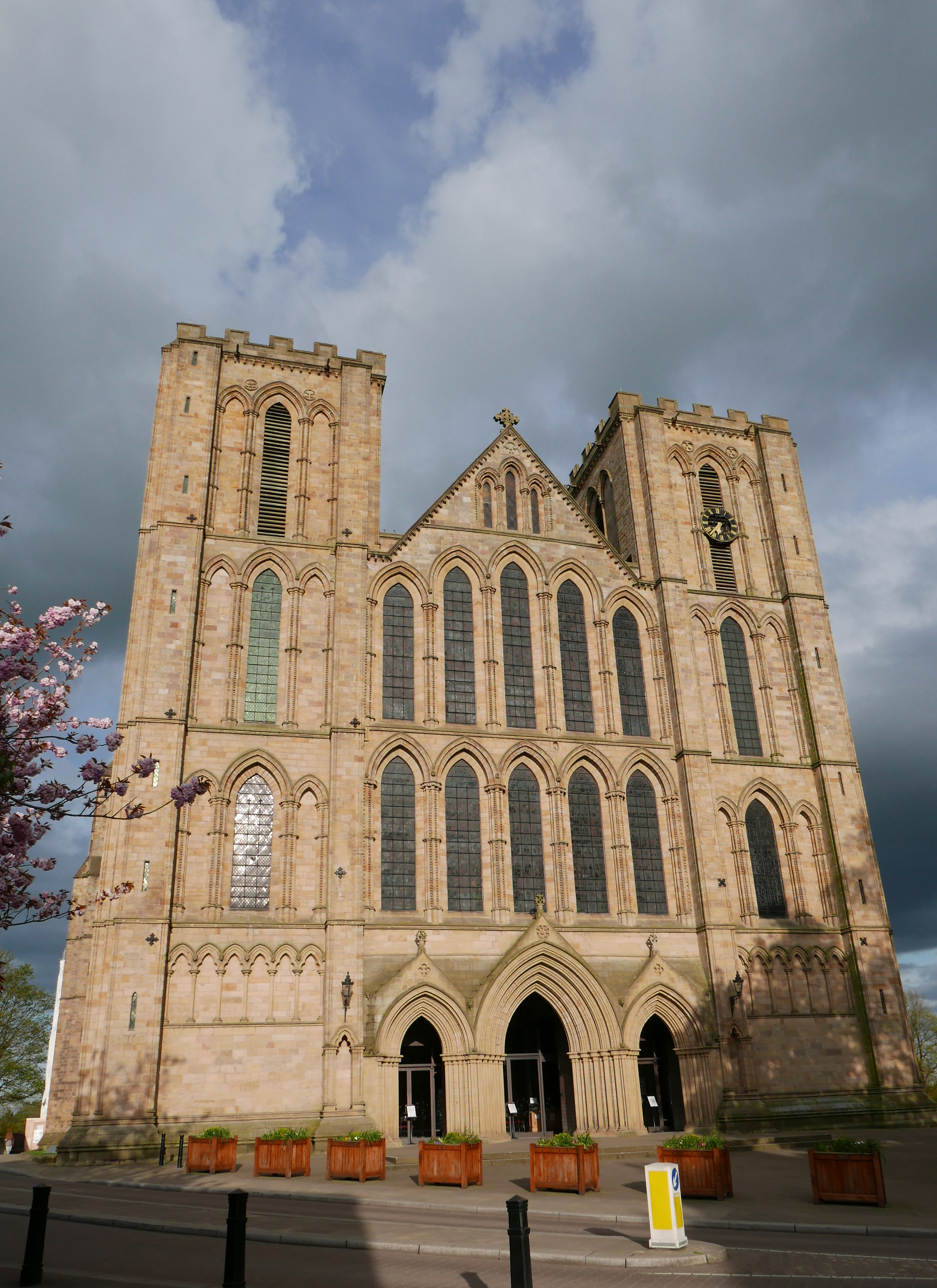

- Parc de Studley Royal (classé au Patrimoine mondial de l'UNESCO)
- Abbaye de Fountains
- Hackfall, près de Ripon
William Turner, 1816

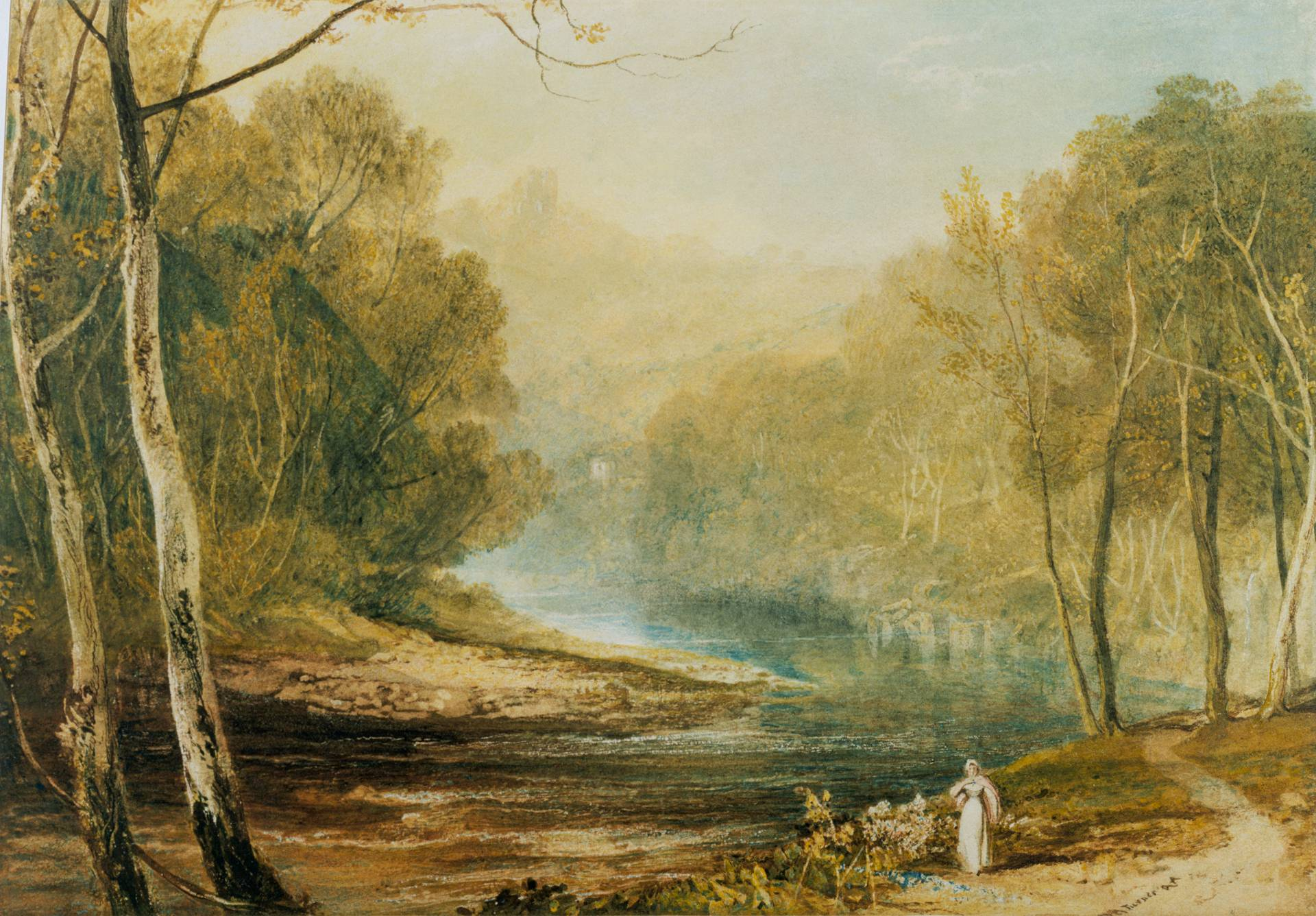
Hackfall, près de Ripon
William Turner, 1816
Wallace Collection, Londres

Wallace Collection, Londres Brimham Rocks. Le peintre William Turner, réalisa vers 1816 une aquarelle intitulée Hackfall, près de Ripon, représentant le Bois de Hackfall. Elle est conservée à la Wallace Collection à Londres[1]

## Jumelage
- Foix (France) depuis 1957

## Personnalités liées à la ville
- Amanda Staveley (1973-), femme d'affaires, y est née.
- Elizabeth Esteve-Coll, historienne d'art britannique.
- Peter Snow (mort en 1598), le bienheureux prêtre catholique martyrisé y est né.